# Robert Kovač
Robert Kovač (Berlin, 6. travnja 1974.) je hrvatski bivši nogometni reprezentativac, a sadašnji nogometni trener. Trenutno je pomoćni trener svome bratu Niki u Wolfsburgu. Igrao je na poziciji središnjeg braniča. 
1. lipnja 2010. je odlučio prekinuti profesionalnu igračku karijeru.
Zajedno sa svojim starijim bratom Nikom unio je u igru hrvatske reprezentacije otpornost i čvrstinu s bundesligaških terena.

## Igračka karijera

### Klupska karijera
Robertova nogometna karijera započela je u njemačkim klubovima nižeg ranga, Rapid Weddingu te Herthi Zehlendorf. U prvoj njemačkoj ligi debitirao je 1995. godine u dresu Nürnberga. U Bayer iz Leverkusena odlazi već 1996., no glad za trofejima i upornost odvode ga u Bayern 2001. Sljedeća sezona bila je fantastična za njegovu novu momčad, uzeli su prvenstvo i kup, a Robert je uz vratara Olivera Kahna bio jedna od najvažnijih karika u igri. Svestrani je obrambeni igrač, dobar skakač, brz i okretan, s odličnim pregledom na igru. Jedan je od najcjenjenijih obrambenih igrača u njemačkoj nogometnoj ligi na početku 2000-ih.
Kovač je bio važan igrač reprezentacije zbog svoje sofisticiranosti, odličnog osjećaja za vrijeme i proigravanje, te zbog izrazite snage i brzine. Kao izgrađen moderni obrambeni igrač iz Bundeslige je prešao u talijanski Juventus. Godine 2007. prešao je u Borussia Dortmund gdje se nije ustalio kao standardni igrač. U siječnju 2009. godine potpisuje ugovor sa zagrebačkim Dinamom na jednu i pol godinu. Odšteta Borussiji je iznosila 450.000 eura.

### Reprezentativna karijera
Za reprezentaciju je debitirao 1999. godine u susretu protiv Italije, a do početka kvalifikacija za Euro 2008 sakupio je 58 nastupa. Sudjelovao je na Svjetskom prvenstvu u Japanu i Južnoj Koreji 2002. godine te na Euru 2004. godine u Portugalu. Na Svjetskom prvenstvu 2006. godine u Njemačkoj odigrao je dva susreta. Za hrvatsku nogometnu reprezentaciju je odigrao 84 utakmice, te je nakon Darija Šimića, igrač s najviše nastupa u državnoj vrsti, treći je njegov brat Niko, od kojega je nakon njegovog umirovljenja preuzeo i kapetansku vrpcu. Od reprezentacije se oprostio 14. listopada 2009. u kvalifikacijama za Svjetsko prvenstvo protiv Kazahstana.

## Trenerska karijera
Već pred kraj svoje igračke karijere, kao aktivni igrač krenuo je na Nogometnu akademiju HNS-a u program obrazovanja za UEFA PRO trenera.
Početkom 2013. Robert je kao pomoćni trener s bratom Nikom preuzeo vođenje hrvatske nogometne reprezentacije do 21 godine.
Nakon odlaska Igora Štimca s izborničke funkcije, 16. listopada 2013. Robert postaje pomoćni trener bratu Niki u "A" reprezentaciji sve do rujna 2015. godine.
Dana 8. ožujka 2016. Robert postaje pomoćni trener njemačkog Eintrachta iz Frankfurta.
Godine 2020. Niko Kovač postaje trener AS Monaca, a Robert njegov pomoćnik.

## Uspjesi
FC Bayern München
- Prvak Njemačke: 2002./03., 2004./05.
- Njemački kup: 2003., 2005.
- Njemački Liga kup: 2004.
- Interkontinentalni kup: 2001.

Juventus
- Prvak Talijanske druge lige: 2006./07.

Dinamo Zagreb
- Prvak Hrvatske: 2008./09., 2009./10.
- Hrvatski kup: 2009.

## Vanjske poveznice
- Tko je tko u Leverkusenu – Robert Kovač
- Robert Kovač Autograph  Arhivirana inačica izvorne stranice od 12. lipnja 2007. (Wayback Machine)
- Povijest Dinama – Robert Kovač  Arhivirana inačica izvorne stranice od 8. rujna 2021. (Wayback Machine)